# فیلم پرفروش
فیلم پرفروش (انگلیسی: POM Wonderful Presents: The Greatest Movie Ever Sold) یک فیلم در ژانر مستند به کارگردانی مورگان اسپرلاک است که در سال ۲۰۱۱ منتشر شد.

## بازیگران
- جی. جی. آبرامز
- جیمی کیمل
- برت رتنر
- دونالد ترامپ
- ال.ای. رید
- مورگان اسپرلاک
- نوآم چامسکی
- پیتر برگ
- کوئنتین تارانتینو
- رالف نیدر